# أحمد صادق
أحمد صادق (بالإنجليزية: Ahmed Sadiq) (مواليد 7 يوليو 1979) هو ملاكم نيجيري، مثّل بلاده في الألعاب الأولمبية الصيفية 2004.

## وصلات خارجية
أحمد صادق على موقع أوليمبيديا (الإنجليزية)